# Atilio Boveri

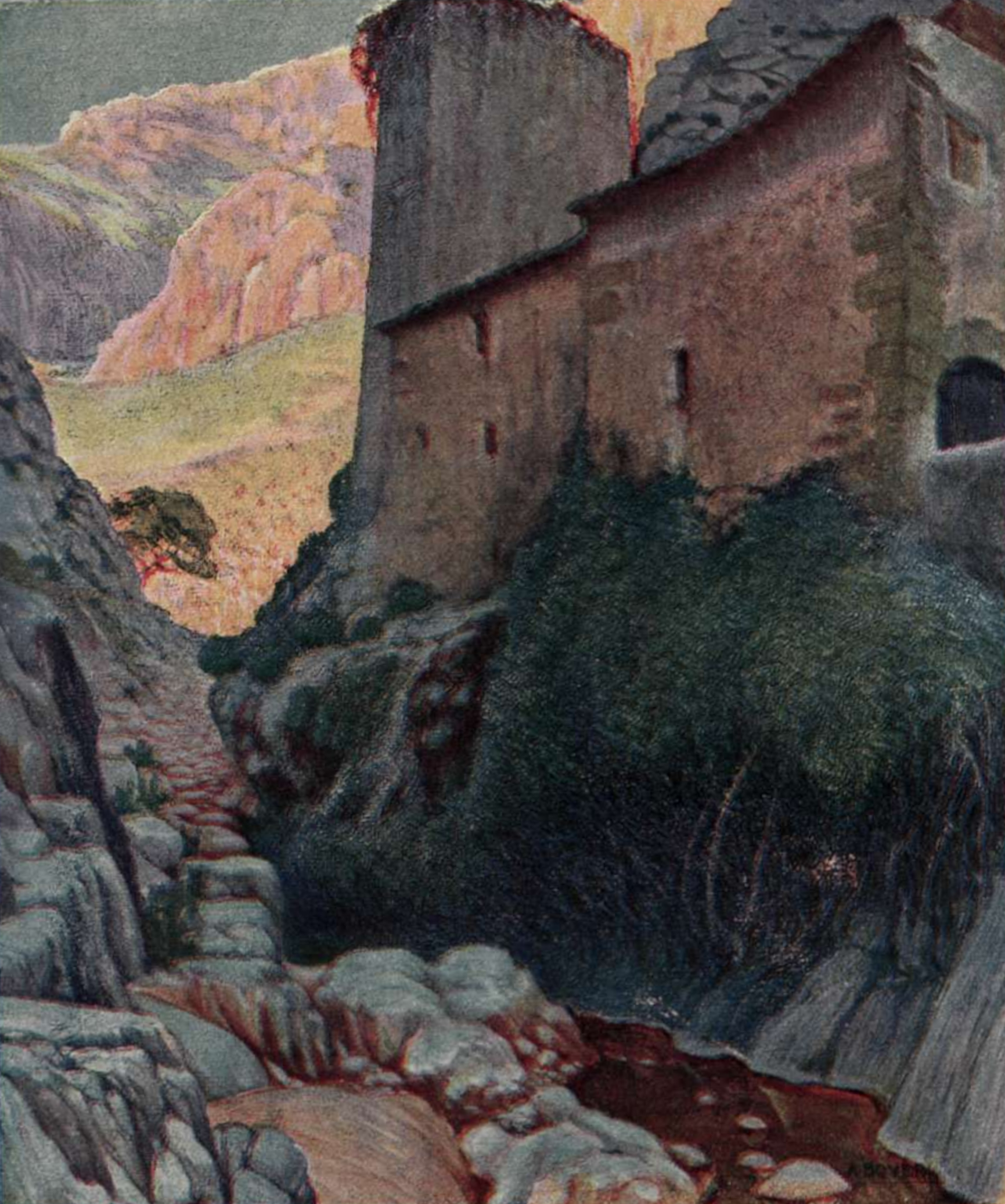
Reproducción de una obra de Atilio Boveri en la revista Caras y Caretas

Atilio Boveri (Rauch, Buenos Aires, 6 de abril de 1885-La Plata, Buenos Aires, 1949) fue una figura destacada en las artes plásticas de Argentina. En este campo, se desempeñó como pintor, grabador, ceramista y arquitecto. Se destacó también como historiador, periodista y escritor.
Entre 1911 y 1915 residió en el municipio mallorquín de Pollensa. Fue director del Museo Provincial de Bellas Artes Emilio Pettoruti.